# Eric De Clercq
Eric De Clercq (Opbrakel, 3 december 1967) is een Belgisch voormalig wielrenner die als beroepsrenner actief was tussen 1990 en 2002.

## Belangrijkste overwinningen
1988
- Zellik-Galmaarden

1989
- Vlaamse Pijl

1992
- 4e etappe Hofbrau Cup

1993
- 5e etappe Kellogg's Tour of Britain
- Viane

1994
- Circuit des Frontières

1996
- Rund um Düren

2001
- Omloop der Kempen

## Resultaten in voornaamste wedstrijden
| Jaar | Gent-Wevelgem | Ronde van Vlaanderen | Luik-Bast.‑Luik | Parijs-Brussel |
| ---- | ------------- | -------------------- | --------------- | -------------- |
| 1990 |               |                      |                 | 114e           |
| 1991 |               | 76e                  | 90e             |                |
| 1992 |               |                      |                 | 25e            |
| 1993 |               | 34e                  |                 |                |
| 1994 |               |                      |                 | 42e            |
| 1995 | 56e           | 70e                  |                 | 98e            |
| 1996 | 80e           |                      |                 | 116e           |
| 1998 | 120e          |                      |                 |                |
| 1999 | 75e           |                      |                 | 24e            |
| 2001 |               | 50e                  |                 | 67e            |